# Nús
Nús (řecky νοῦς) je jedním z hlavních pojmů klasické řecké filosofie. Překládá se zpravidla jako mysl, rozum (lat. ratio), intelekt (intellectus); není však rozumem pouze lidským, nýbrž často také kosmickým principem, podle něhož se všechny věci řídí.
V tomto smyslu o něm hovořil Anaxagorás z Klazomen (5. století př. n. l.), podle něhož to byl právě nús, co uspořádalo původní chaos v harmonii:
| „                                                                      | Ostatní podíly mají účast ve všem, Nús (mysl) je však neomezený, samovládný, a není smíšený s žádnou věcí, nýbrž pouze on sám je sám u sebe. Vždyť kdyby nebyl sám o sobě a byl smíšen s něčím jiným, [...] přimíšeniny by mu bránily, takže by nad žádnou věcí nevládl tak, jako je-li pouze sám o sobě. Je totiž ze všeho nejjemnější a nejčistší, drží všechno poznání (gnómé) o všem a má největší sílu. A všemu, co má duši, menšímu i většímu, všemu vládne Nús. | “ |
| — B 12 ze Simplikiova komentáře k Aristotelově Fysice 164,24 a 156,13. | |   |

Toto pojetí ovlivnilo také Platóna (přestože Anaxagoru kritizuje) a Aristotela, jehož pojetí rozpracoval Alexandros z Afrodisiady. Pojem byl důležitý také pro pozdější novoplatonismus: u Plótina je inteligibilní sféra nús první emanací božského Jedna.